# Januarius
Januarius (italienska San Gennaro), född omkring 275 i Benevento eller Neapel, död omkring 305 i Pozzuoli, var en italiensk biskop. Han är en helgonförklarad martyr inom Romersk-katolska kyrkan, med minnesdag den 19 september, samt i Östortodoxa kyrkan. Han är skyddspatron för den italienska staden Neapel.

## Biografi
Januarius var biskop av Benevento under Diocletianus förföljelser mot de kristna. Tillsammans med diakonerna Festus, Sosius, Proculus, lektorn Desiderius, samt Eutychius och Acutius, fängslades Januarius och halshöggs, omkring år 305. Januarius kvarlevor fördes sedan till Neapel. 
År 2008 överlämnade Katolska kyrkan, på påve Benediktus XVI:s initiativ och genom kardinal Crescenzio Sepe, en relik av Januarius till Rysk-ortodoxa kyrkans patriark, Alexis II. I samband med överlämnandet, donerades också en kyrka i Neapel till Rysk-ortodoxa kyrkan.

## Blodundret
Tillsammans med Januarius kranium bevaras i Neapels katedral två små glasflaskor som sägs innehålla helgonets koagulerade blod. När flaskorna med blod tas fram och visas för gudstjänstdeltagare under en helig ceremoni, blir blodet plötsligt flytande. Detta fenomen anses alltjämt vara olöst.

## Bilder
| - Den helige Januarius reliker i Neapelkatedralens krypta. |